# Movimento Águia Branca
O Movimento Águia Branca ou Confederação dos Centros Culturais da Juventude (CCCJ) foi uma entidade estudantil fundada em 1952, reunindo diversos Centros Culturais espalhados pelo Brasil e no exterior. Proclamou como Presidente de Honra o poeta, escritor e político Plínio Salgado, aclamado no 1° Congresso de Centros Culturais da Juventude. Suas atividades eram variadas, desenvolvendo comemorações cívicas, palestras doutrinárias e políticas, cursos de formação, publicação de manifestos, jornais e revistas.

## Objetivo
Seu principal objetivo foi à formação de jovens lideranças, contou com uma coluna fixa no principal jornal do Partido de Representação Popular – PRP (1945-1965) A Marcha, denominada “Ergue-te mocidade”, uma clara homenagem ao antigo hino da Ação Integralista Brasileira – AIB (1932-1937).
No total foram fundados mais de 300 Centros Culturais por todo o país, segundo o Prof. Dr. Gilberto Calil, congregando centenas de jovens por todo o país. A entidade foi dissolvida em 1965, após mais de doze anos de existência. Muitos dos seus jovens membros ocuparam posteriormente cargos de destaque na vida política nacional.
As preocupações de Plínio Salgado com os jovens era permanente. Considerava o papel das novas gerações preponderante para uma saudável vida nacional. "O jovem de hoje seriam o adulto de amanhã, de cujo desempenho dependeria a boa ou má constituição e organização do Estado” (LOUREIRO, p. 405, 2001). Ressalta essa afirmação Plínio Salgado durante sua entrevista na revista O Cruzeiro, em março de 1954,  “será esta a juventude que encabeçará o integralismo (...) a mesma juventude que, pela via da cultura e da política encabeçará o poder".
Segundo o pesquisador  Rodrigo Christofoletti: "Nos doze primeiros anos de sua atuação (1945-1957) o Partido de Representação Popular (PRP), veia partidária do novo integralismo, procurou afastar-se de todos os preceitos que lembrassem a primeira atuação integralista. No entanto, a partir de 1957, o que antes era um discurso diluído passou a ser conduta do movimento, o qual agiu desde então como incentivador da rememoração de um passado, entendido por eles como 'glorioso', no qual o integralismo ocupara lugar de destaque. Perceba-se, portanto, que o vetor simbólico do movimento integralista sempre foi maior que sua própria representação política (o Partido de Representação Popular), pois foi menos o partido, e mais a ação simbólica do movimento quem, de fato, financiou essa retomada. O movimento procurou, então, aproximar-se dos ritos, alegorias e símbolos oficializados no integralismo da década de 1930 como forma de reafirmar o movimento que perdia cada vez mais adeptos. Desse quadro complexo foi possível depreender que as celebrações dos 25 anos do integralismo surgiram como uma tentativa de propagandear a retomada ideológico-ritualística do movimento, apresentando-se à sociedade como um corpus que objetivava a permanência no tabuleiro político".